# Spaten
Spaten (nome completo Spatenbräu) è un birrificio di Monaco di Baviera, in Germania, fondato nel 1397
, uno dei più antichi della Germania. Nel 1922 la fusione tra la Gabriel Sedlmayr's Spaten Brewery e la Franziskaner Brewery diede origine alla società Spaten-Franziskaner-Bräu GmbH. Fa parte del gruppo Spaten-Löwenbräu-Gruppe dal 1997, appartenente alla multinazionale belga Anheuser-Busch InBev.
La Spaten, come molte birre tedesche, è prodotta secondo la legge di purezza Reinheitsgebot. I metodi moderni di produzione della lager sono stati introdotti da Gabriel Sedlmayr il Giovane, che perfezionò le lager scure nel birrificio Spaten negli anni '30.

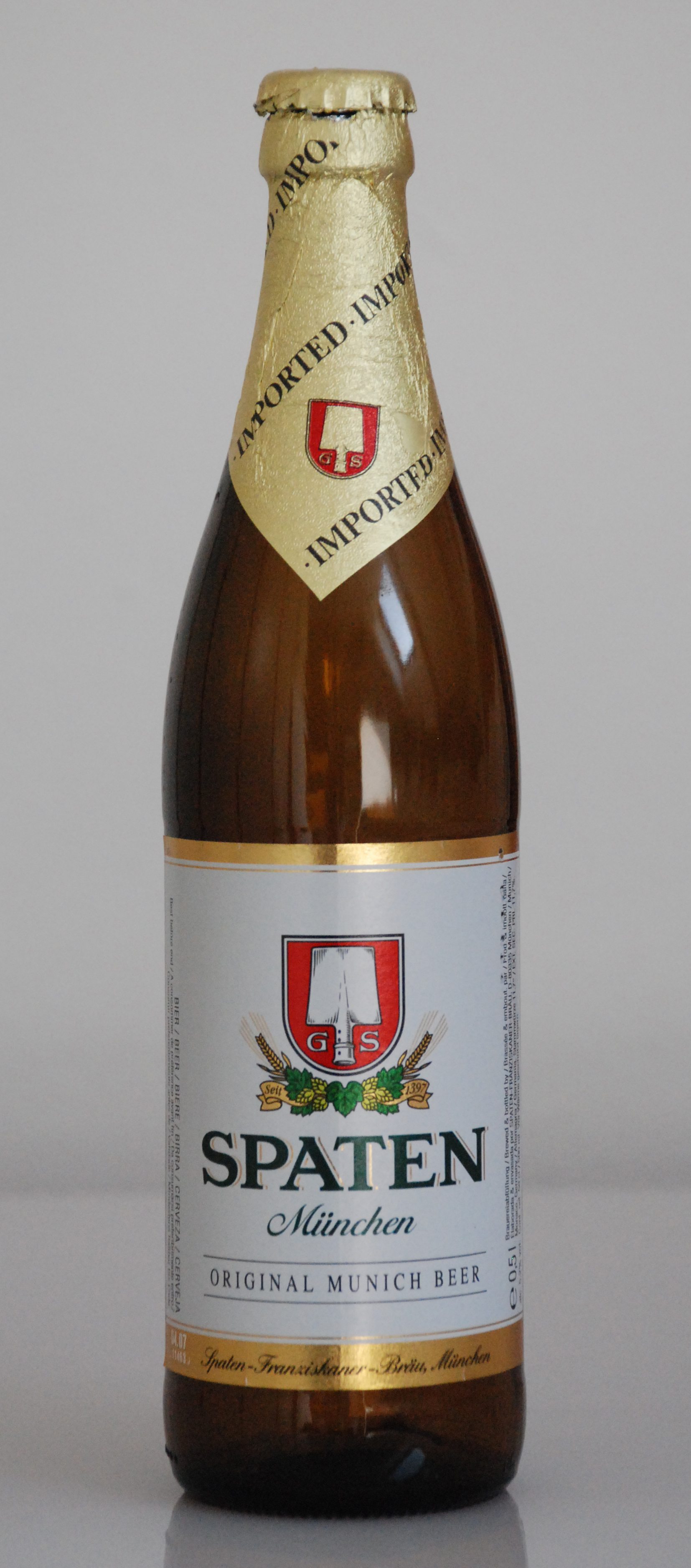
Una bottiglia di Spaten

Il nome significa "vanga" in tedesco e il logo è infatti una pala per malto. Una campagna pubblicitaria del 1924 ha reso celebre in Germania lo slogan "Laß Dir raten, trinke Spaten" ovvero "Accetta un consiglio, bevi Spaten".
Al 2012 il birrificio Spaten produce:
- Spaten Münchner Hell (5,2% di alcool)
- Spaten Diät-Pils (4,9% di alcool) per diabetici
- Spaten Alkoholfrei senza alcol
- Spaten Pils (5.0 % di alcool)
- Spaten Oktoberfest Beer, (5.9 % di alcool) la prima birra dell'Oktoberfest nel mondo. Creata nel 1872, ha un colore ambrato ed è ricca al palato.

Inoltre produce le birre di frumento sotto il marchio Franziskaner.

## Storia
Il libro delle imposte della città di Monaco di Baviera indica la proprietà nella Neuhausergasse 4 nell'anno 1397 a un birrificio, Hans Welser, i Welser Prew. Per i successivi 125 anni la famiglia continuò nell'attività, fino al 1522 quando per altri cento anni la proprietà divenne della famiglia Starnberger. Dal 1622 al 1704 i proprietari divennero gli Spatt, poi nel 1807 la famiglia Sießmayr, cambiò il nome Spaten.
Nel 1807 il real Hofbräumeister Gabriel Sedlmayr cambiò il nome Brauerei Spaten in Brauerei Münchens. Così iniziò l'era della famiglia Sedlmayr, presente ancora oggi. Nel 1817 il Filserbräukeller nella Bayerstraße viene comprato, e diventerà "Spaten-Keller".
Dopo la morte di Gabriel Sedlmayr il Vecchio nel 1839 i figli Gabriel e Joseph guideranno il birrificio. Nel 1842 Joseph Sedlmayr compra la Leistbrauerei e lascia la Spaten-Brauerei.